# جان کانروی (ورزشکار)
جان کانروی (انگلیسی: John Conroy; ۲۷ نوامبر ۱۹۲۸ – ۹ نوامبر ۱۹۸۵) بازیکن هاکی روی چمن اهل بریتانیا بود.